# Tephrosia nubica
Tephrosia nubica är en ärtväxtart som först beskrevs av Pierre Edmond Boissier, och fick sitt nu gällande namn av John Gilbert Baker. Tephrosia nubica ingår i släktet Tephrosia och familjen ärtväxter.

## Underarter
Arten delas in i följande underarter:
- T. n. arabica
- T. n. nubica